# Eresia casiphia
Eresia casiphia är en fjärilsart som beskrevs av William Chapman Hewitson 1869. Eresia casiphia ingår i släktet Eresia och familjen praktfjärilar. Inga underarter finns listade i Catalogue of Life.

## Bildgalleri

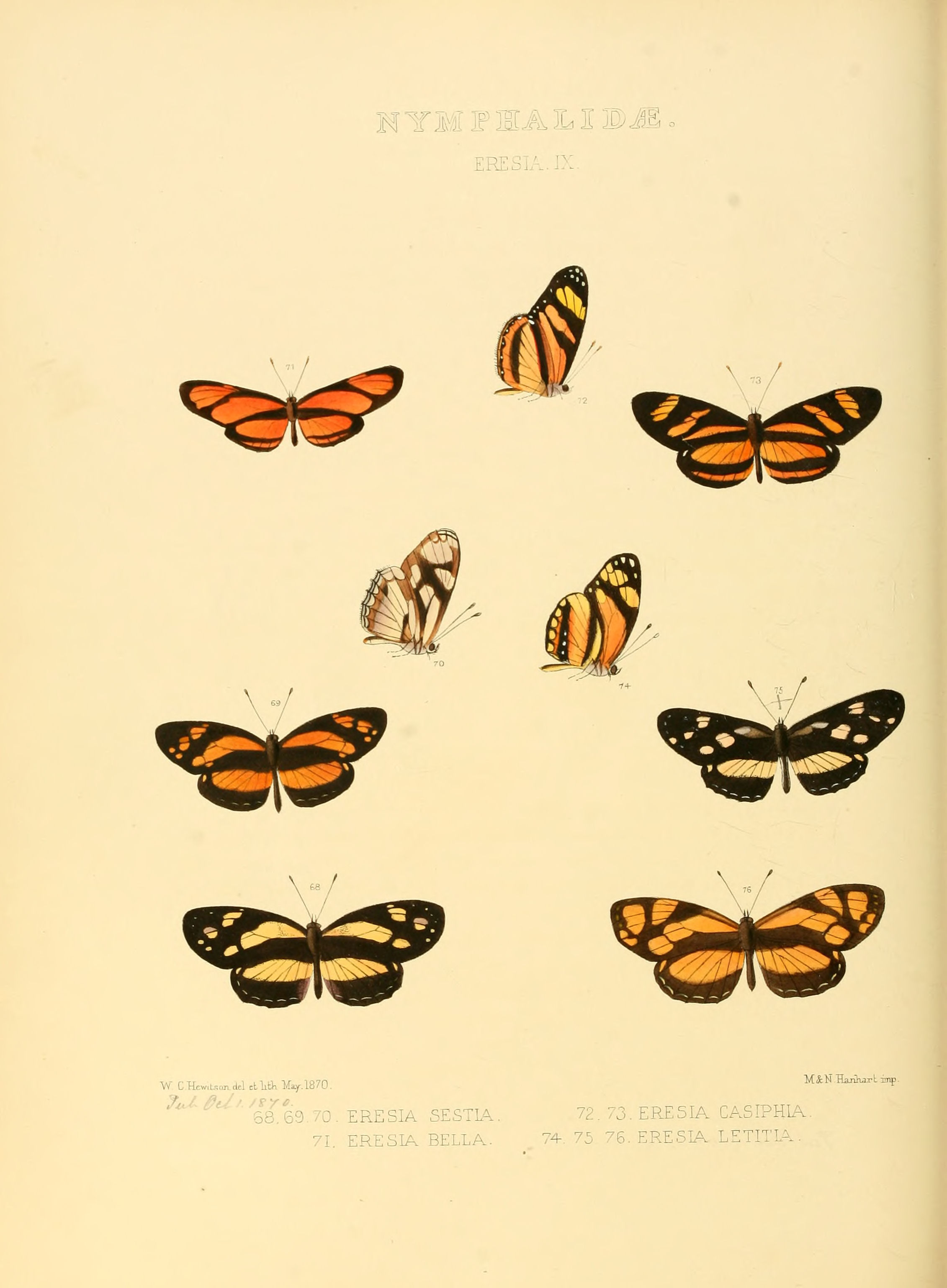